# Luis Rebolledo de Palafox y Melzi
Luis Rebolledo de Palafox y Melzi, Marquês de Lazán (Saragoça, 2 de junho de 1772 - Madrid, 28 de dezembro de 1843) foi Vice-rei de Navarra. Exerceu o vice-reinado de Navarra de 1823 a 1824. Antes dele o cargo foi exercido por José Manuel de Ezpeleta. Seguiu-se-lhe em 1824 Juan Ruiz de Apodaca. Entre 1820 e 1823 o vice-reino este suspendido devido a denominado Triénio Liberal.